# Saori Yoshida
Saori Yoshida (吉田 沙保里 Yoshida Saori?, n. 5 octombrie 1982, Tsu, Prefectura Mie, Japonia) este o sportivă japoneză de lupte libere.

## Viața
Este fiica fostului campion național japonez de lupte libere Eikatsu Yoshida și a jucătoarei de tenis Yukiko Yoshida. Are doi frați mai mari care și ei au practicat luptele libere, fratele cel mai mare participând chiar la competiții internaționale.
A urmat cursurile liceului „Hisai” din orașul natal și a absolvit Universitatea Shigakkan din Obu, Aichi. Este angajată la firma de pază și securitate ALSOK, dar continuă să se antreneze la clubul de lupte al universității pe care absolvit-o.

## Activitatea sportivă
A început luptele libere la vârsta de 3 ani în sala de lupte construită acasă de către tatăl ei.
În 1998 și 1999 a câștigat medalia de aur la Campionatelle Mondiale de Pre-juniori (lb. engleză: „FILA Cadet World Championship”), iar în 2000 și 2001 medalia de aur la Campionatele Mondiale de Juniori.
Până în 2012 câștigase 3 medalii olimpice de aur, 10 medalii mondiale de aur și 3 medalii de aur la Jocurile Asiatice.
De la debutul din 2002 a câștigat toate concursurile internaționale la care a participat. În septembrie 2006 a reușit performanța de a fi neînvinsă în 100 de meciuri consecutive.
Până în 20 ianuarie 2008, Yoshida nu pierduse niciun meci internațional la seniori și avea 119 victorii consecutive, dar în acea zi a pierdut în fața sportivei americane Marcie Van Dusen la Cupa Mondială pe echipe la Beijing, China.
La data de 27 mai 2012 Yoshida avea 58 de victorii consecutive, dar a pierdut în fața sportivei ruse Valeria Zholobova la Cupa Mondială din Tokio.
Prin câștigarea celui de al 13 titlu global în septembrie 2012, Yoshida a înregistrat un nou record, depășind-ul pe Aleksandr Karelin, care avea 12 titluri globale. Ambii le-au căștigat consecutiv.

## Premii și distincții
- Medalia imperială „Shiju hosho” (medalie de onoare cu panglică purpurie), 2008
- Diploma de onoare a Prefecturii Mie, 2004
- Cetățeană de onoare a orașului Tsu, Mie, 2004
- Diploma de onoare specială a orașului Tsu, Mie, 2008
- Diploma de onoare specială a Prefecturii Mie, 2008
- Diploma de onoare specială a Prefecturii Mie, 2012 (pentru a doua oară)
- O sală de sport din orașul natal va fi numită în cinstea ei[4]
- Kokumin Eiyoshō („Premiul Gloria Poporului”), 2012[5]